# Barrafranca

Localització de

Barrafranca (sicilià Barrafranca) és un municipi italià, dins de la província d'Enna. L'any 2007 tenia 13.084 habitants. Limita amb els municipis de Mazzarino (CL), Piazza Armerina, Pietraperzia i Riesi (CL).

## Administració
| Període | Identitat       | Partit      |
| ------- | --------------- | ----------- |
| 2007-   | Angelo Ferrigno | Centredreta |

## Personatges il·lustres
- Alfonso Canzio, sindicalista assassinat per la màfia agrària el 1919.